# Višvanatan Anand
Višvanatan Anand, (tamilsko விசுவநாதன் ஆனந்த்), indijski šahovski velemojster, * 11. december 1969, Chennai (tedaj Madras).
Anand je že petič postal svetovni šahovski prvak, zmagal je leta 2000, 2007, 2008, 2010 in je tudi aktualni prvak za leto 2012. Zmagal je v dvoboju proti Borisu Gelfandu.
S FIDE ratingom 2788 je bil julija 2005 najmočnejši dejavni šahist na svetu (Kasparov je prenehal z dejavnim igranjem).